# Solieria eucerata
Solieria eucerata är en tvåvingeart som först beskrevs av Jacques-Marie-Frangile Bigot 1889.  Solieria eucerata ingår i släktet Solieria och familjen parasitflugor. Inga underarter finns listade i Catalogue of Life.